# Dekanat tuliszkowski
Dekanat tuliszkowski – jeden z 33 dekanatów rzymskokatolickiej diecezji włocławskiej.
W skład dekanatu wchodzą następujące parafie:
- parafia św. Wita w Tuliszkowie
- parafia Wszystkich Świętych w Dzierzbinie
- parafia św. Doroty w Grochowach
- parafia św. Wojciecha w Grodźcu
- parafia Narodzenia NMP w Grzymiszewie
- parafia Wszystkich Świętych w Kucharach Kościelnych
- parafia św. Jana Chrzciciela w Liścu Wielkim
- parafia Świętej Trójcy w Rychwale

Dziekan dekanatu tuliszkowskiego
- ks. prał. Stanisław Nowak - proboszcz parafii w Tuliszkowie

Wicedziekan
- ks. kan. Marek Molewski - proboszcz parafii w Rychwale